# Дріневська Ванда Сергіївна
Ванда Сергіївна Дріневська (нар. 24 липня 1987, Одеса) — українська співачка, Заслужена артистка України (2017).

## Життєпис
Співачка, викладач, заслужена артистка України. Народилася та виросла в м. Одесі, у сім'ї, де завжди любили та вміли співати.  У 7 років Ванда вступає до музичної школи та вперше виступає на професійній сцені. Ще зі шкільних років Ванда бере участь у різноманітних конкурсах та фестивалях. 2004 року вступає до Київського національного університету культури і мистецтв, який закінчила з відзнакою, отримавши диплом магістра музичного мистецтва..
З 2008 року  Ванда Дріневська є солісткою Академічного ансамблю пісні і танцю Національної Гвардії України у складі гурту «Червоні Маки».
Разом з колегами вона бере активну участь у найрізноманітніших телепроектах, концертах, гастрольньних турах. З 2018 року, розпочавши сольний творчий шлях і створивши разом зі своїм чоловіком — професійним музикантом Василем Бурлакою гурт "Ванда Дріневська& Security band" працює над створенням першого сольного альбому у співпраці з відомими піснетворцями   народними артистами України Мар’яном Гаденком та Вадимом Крищенком, заслуженими діячами мистецтв України Олександром Морозом, Зоєю Кучерявою, Володимиром Ярцевим,  Василем Дихтяром.
Також Ванда Сергіївна активно бере участь у різноманітних мистецьких заходах, зокрема є
лауреатом всеукраїнського конкурсу пісні «Рідна мати моя» (2019), переможцем у номінації «краща виконавиця» ХІХ міжнародного телерадіофестивалю «Прем єра пісні» (2019), лауреатом  ХІХ всеукраїнського фестивалю сучасного романсу «Осіннє рандеву» (2019). Ванда Дріневська  є членом журі  І фестивалю мистецтв «Одеський Хоро-Вод», м. Одеса,
ІІ міжнародного фестивалю - конкурсу «Наша пісня – наша доля», м. Целє (Словенія),  IV міжнародного фестивалю пісні, танцю, музики і художнього мистецтва, м. Рієка (Хорватія), Х фестивалю української пісні " Рідна пісня - рідне слово" м. Сігет (Румунія).
В тому ж таки 2019 році була головою відбіркового туру ІХ  Всеукраїнського телефестивалю «Соловейко України»  та членом  журі ХІІІ відкритого фестивалю студентської творчості «Листопад fest».  
Окрім творчої роботи, працюючи доцентом КНУКІМу, займається науковою роботою і вихованням двох синів - Іллі і Германа..

## Творчість
Ще зі шкільних років Ванда бере участь у різноманітних конкурсах та фестивалях. Так, 1995 року здобуває перемогу на Всеукраїнському конкурсі «Таланти твої, Україно», далі були:
- Всеукраїнський конкурс-фестиваль «Наша земля — Україна» (1998)
- Всеукраїнський фестиваль — конкурс «Барви осені» (1998)
- Фестиваль «Сузір'я Одеси» (1998, 2003)
- Всеукраїнський фестиваль мистецтв «Фантазії моря» (1999)
- Міжнародний конкурс-фестиваль «Пісенна магія» (Болгарія, 1999)
- Міжнародний конкурс-фестиваль «Svatek Hudby» (Чехія, 2000)
- Міжнародний конкурс-фестиваль «Toulava piskicka» (Німеччина, 2000)
- Фестиваль народної пісні «Калинка» (2003, 2004)
- Міжнародний конкурс патріотичної пісні «Славься, Отечество» (Росія, 2003)
- Обласний конкурс вокалістів мистецьких навчальних закладів (Одеса, 2003)
- Всеукраїнський фестиваль — конкурс «Данко» (2004)
- Всеукраїнський конкурс «Юність Дніпра» (2004)
- Всеукраїнський благодійний дитячий фестиваль «Чорноморські ігри» (2002,2004)
- Всеукраїнський телевізійний дитячий конкурс «Крок до зірок» (2004)
- Міжнародний фестиваль «Зелені свята на Гуцульщині» (2007)
- The Festival XIII Rassegna Musicale di Canto Sacro (Olbia, Sardinia, Italy-2007)
- Міжнародний благодійний фестиваль мистецтв «ArtВесна» (2008)

## Дискографія
- «З чистого листа» (2019)

## Нагороди
- Почесна нагорода Міжнародної Георгієвської Академії безпеки і права та Міжнародної Академії МАРТІС «Золота Фортуна» — медаль «Народна шана військовим правоохоронцям» (2013)
- Заслужений артист України (Указ Президента України від 28.06.2017 р. № 168/2017)